# Ernst Kurth
Pour les articles homonymes, voir Kurth.
Ernst Kurth, (Vienne, 1er juin 1886 – Berne, 2 août 1946) est un théoricien de la musique suisse d'origine autrichienne.

## Carrière
Ernst Kurth étudie la musicologie à Vienne avec Guido Adler (lui-même étudiant de Bruckner et Hanslick) et obtient son doctorat en 1908, avec une thèse sur le style des premiers opéras de Christoph Willibald Gluck. Dans sa carrière d'écrivain, de courte durée — environ quinze ans — Kurth écrit quatre œuvres très influentes : Grundlagen des Linearen Kontrapunkts, Romantische Harmonik und ihre Krise dans Wagners ”Tristan”, Bruckner (1925), et Musikpsychologie (psychologie de la musique, 1931). 
Depuis les années 1940, les travaux de Kurth ont été progressivement éclipsés par d'autres théoriciens (notamment Heinrich Schenker). Cependant, son concept de « motif développement » est resté influent. Un motif développement est un motif qui change ou grandit graduellement, devenant un porteur structurel des développements formels. Un exemple est le motif triadique entendu au début du premier mouvement de Beethoven dans la troisième symphonie, qui ne devient un thème fermé qu'à la clôture culminante du mouvement. Absent en français, seule une petite sélection d'extraits des écrits de Kurth a été traduite en anglais par Lee A. Rothfarb.
Parmi ses élèves, figure le musicologue bulgare Stoyan Brashovanov.

## Écrits
- Der Stil der opera seria von Gluck bis zum Orfeo, (thèse de doctorat, Université de Vienne, 1908 ; publié sous le titre Die Jugendopern Glucks bis Orfeo, dans SMw, i (1913), 193–277)
- « Kritische Bemerkungen zum V. Kapitel der 'Ars cantus mensurabilis' des Franko von Köln », dans KJb, xxi (1908), 39–47
- Die Voraussetzungen der theoretischen Harmonik und der tonalen Darstellungssysteme (Thèse d'habilitation, Université de Berne, 1912 ; rééd. Berne, 1913)
- Grundlagen des linearen Kontrapunkts: Einführung in Stil und Technik von Bachs melodischer Polyphonie (Berne, 1917, rééd. 1956)
- Zur Motivbildung Bachs, BJb 1917, 80–136
- Romantische Harmonik und ihre Krise in Wagners 'Tristan' (Berne, 1920, rééd. 1923 ; trad. russe, 1975)
- Bruckner (Berlin, 1925) (OCLC 46776692)
- « Die Schulmusik und ihre Reform », dans Schweizerische Musikzeitung, lxx (1930), 297–304
- Musikpsychologie (Berlin, 1931, 2e éd. 1947)
- Ernst Kurth: Selected Writings, éd. et trad. A. Rothfarb (New York, 1991) (OCLC 981452343)